# JoJo Siwa
Joelle Joanie Siwa (19 mei 2003) is een Amerikaans youtuber, actrice en zangeres. Zij werd bekend onder de naam JoJo Siwa.

## Biografie en carrière
Siwa werd geboren op 19 mei 2003 in de staat Nebraska. Ze werd bekend van het programma Dance Moms. Deze realityserie volgt kinderen uit de dans- en showbizz. Samen met haar moeder verscheen Siwa twee seizoenen in dit programma.
Siwa's YouTube-kanaal "Its JoJo Siwa" heeft 12.2 miljoen abonnees. Het werd opgestart in 2015. Verder is Siwa actrice en zangeres, bracht ze een aantal boeken uit en had ze haar eigen haarband-lijn. Siwa had haar eigen muziektour, onder de naam "DREAM the tour".

## Privé en Justin Bieber-rel
JoJo Siwa had relaties met Mark Bontempo en later (met een onderbreking) met haar goede vriendin Kylie Prew.
Justin Bieber leverde kritiek op Siwa, toen zij een auto had met haar eigen gezicht daarop. Bieber zelf lag vervolgens onder vuur bij zijn eigen fans. Hij verklaarde daarop snel dat de aanval niet raakte aan de persoon Siwa. De zanger zou slechts de auto niet zo mooi hebben gevonden.

## Filmografie

### Tv-series
- 2013: Abby's Ultimate Dance Competition
- 2015–16: Dance Moms
- 2018: The JoJo and BowBow Show Show
- 2022: So You Think You Can Dance (US), jurylid

### Films
- 2019: The Angry Birds Movie 2, stem van Jay en Kira
- 2021: The J Team

## Discografie

### Albums
- D.R.E.A.M. The Music, 2018
- Celebrate, 2019
- JoJo's Rockin' Christmas, 2020

### Singles
- Boomerang, 2016
- Kid in a Candy Store, 2017
- Hold the Drama, 2017
- Every Girl's a Super Girl, 2018
- High Top Shoes, 2018
- Only Getting Better, 2018
- Bop!, 2019
- Nonstop, 2020
- Karma, 2024